# Odion Ighalo
Odion Jude Ighalo, född 16 juni 1989 i Lagos, är en nigeriansk fotbollsspelare.

## Karriär
Den 31 januari 2017 värvades Ighalo av kinesiska Changchun Yatai. Den 14 februari 2019 värvades han av Shanghai Shenhua. Den 31 januari 2020 lånades Ighalo ut till Manchester United på ett låneavtal över resten av säsongen 2019/2020.
Den 4 februari 2021 värvades Ighalo av saudiska Al Shabab, där han skrev på ett 2,5-årskontrakt. Den 29 januari 2022 värvades Ighalo av Al-Hilal, där han skrev på ett 1,5-årskontrakt.